# Srbuk
Srbuhi Sargsyan (en armenio: Սրբուհի Սարգսյան; 3 de abril de 1994), conocida profesionalmente como Srbuk, es una cantante armenia. Se hizo conocida después de quedar segunda en la primera temporada de Factor X Armenia. A principios de 2018, participó en la octava temporada de The Voice Ucrania siendo parte del equipo del cantante Potap y quedando en cuarto lugar. Representó a Armenia en el Festival de la Canción de Eurovisión 2019 con la canción "Walking Out".

## Primeros años
Sargsyan nació el 3 de abril de 1994 en Ereván. Estudió en el Conservatorio Estatal Komitas de Ereván, donde aprendió a tocar el qanun.

## Carrera

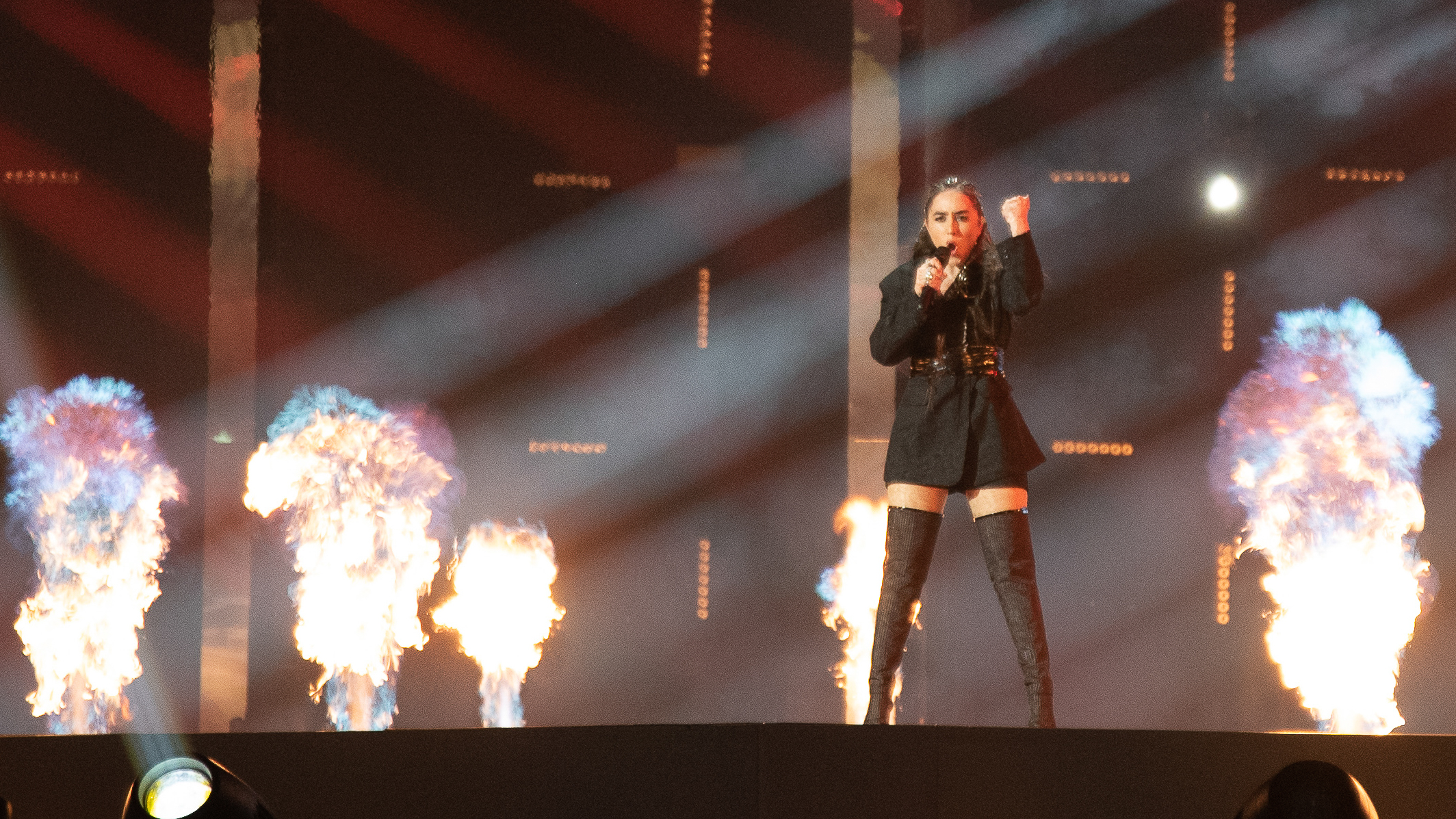
Srbuk en el Festival de la Canción de Eurovisión de 2019 durante un ensayo de la prueba de vestuario de la semifinal.

En 2010, Srbuk audicionó para la primera temporada de Factor X Armenia, cantando "Soon We'll Be Found" de Sia. Se unió al equipo de Garik Papoyan y terminó en segundo lugar En 2012, Srbuk formó una banda, llamada Allusion En 2014, figuró en el sencillo de Popayán, "Boat", el cual fue una de las bandas sonoras para una película rusa titulada Лёгок на поми́не.
En 2016, Srbuk lanzó su sencillo debut, "Yete Karogh Es En 2018, compitió en la octava temporada de The Voice Ucrania, donde estuvo en el equipo de Potap y quedó en cuarto lugar. El 30 de noviembre de 2018, fue anunciada como la representante de Armenia en el Festival de la Canción de Eurovisión 2019. Poco después de que se hiciera pública la noticia, AMPTV abrió el periodo para mandar canciones. Finalmente se escogió internamente la canción "Walking Out", compuesta por Garik Papoyan, Lost Capital, Tokionine y George Brainshaker.

## Discografía

### Sencillos

#### Como artista principal
| Título           | Año  | Álbum                           |
| ---------------- | ---- | ------------------------------- |
| «Yete Karogh Es» | 2016 | No perteneciente a ningún álbum |
| «Half a Goddess» | 2018 | No perteneciente a ningún álbum |
| «Walking Out»    | 2019 | No perteneciente a ningún álbum |
| "Na Na Na"       | 2019 | No perteneciente a ningún álbum |

#### En colaboración
| Título                                     | Año  | Álbum                           |
| ------------------------------------------ | ---- | ------------------------------- |
| «Boat» (Garik Papoyan junto a Srbuk)       | 2014 | No perteneciente a ningún álbum |
| «Let Me Down» (Hambik Ashot junto a Srbuk) | 2018 | No perteneciente a ningún álbum |